# Montmelas-Saint-Sorlin

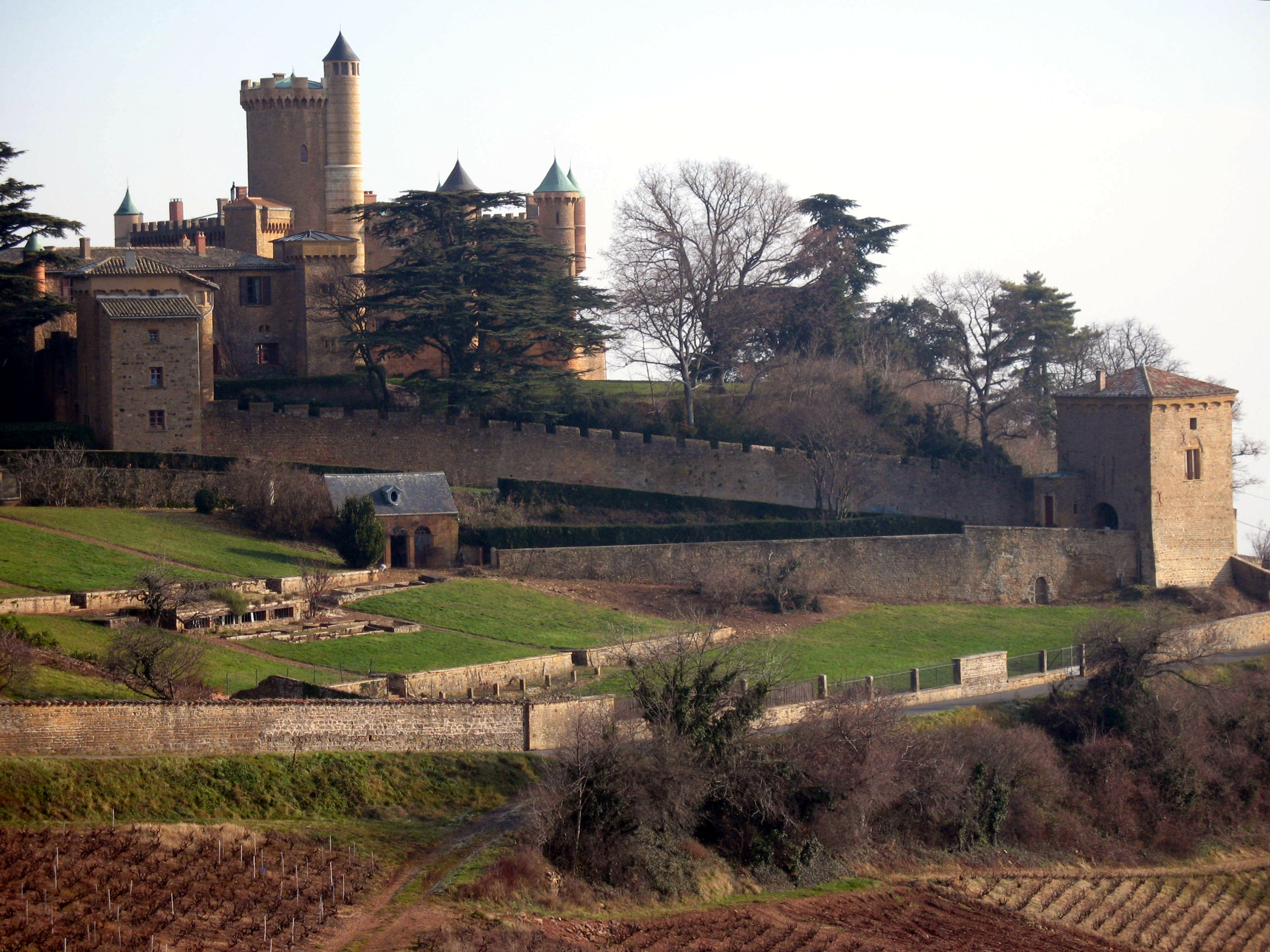
Zamek w Montmelas-Saint-Sorlin, 2008

Montmelas-Saint-Sorlin – miejscowość i gmina we Francji, w regionie Owernia-Rodan-Alpy, w departamencie Rodan.
Według danych na rok 1990 gminę zamieszkiwało 369 osób, a gęstość zaludnienia wynosiła 87 osób/km² (wśród 2880 gmin regionu Rodan-Alpy Montmelas-Saint-Sorlin plasuje się na 1263. miejscu pod względem liczby ludności, natomiast pod względem powierzchni na miejscu 1573.).